# Askerswell
Askerswell är en ort och civil parish i Storbritannien.   Den ligger i kommunen Dorset och riksdelen England, i den södra delen av landet, 200 km väster om huvudstaden London. Askerswell ligger 79 meter över havet och antalet invånare är 154.
Terrängen runt Askerswell är platt åt nordväst, men åt sydost är den kuperad.  Närmaste större samhälle är Weymouth, 19,7 km sydost om Askerswell. 